# Rensselaer (Nijkerk)
Rensselaer is een wijk in de Gelderse stad Nijkerk. De wijk is genoemd naar de stichter van het Amerikaanse Rensselaerswijck, Kiliaen van Rensselaer, naar alle waarschijnlijkheid geboren te Hasselt, maar met "roots" in Nijkerk. In de wijk ligt ook een straat die naar hem vernoemd is.
De Van Twillerstraat ligt in deze wijk. In de wijk ligt ook de begraafplaats van Nijkerk en de Albert Heijn. De wijk grenst aan de andere wijken Centrum, Paasbos en Schulpkamp. De wijk ligt ten westen van de Frieswijkstraat en ten zuiden van de Callenbachstraat (ofwel de N798), aan de oostgrens ligt de Centraalspoorweg en ten zuiden de Barneveldseweg (ofwel de N301).
In de wijk zijn de straten vooral vernoemd naar bekende Nijkerkse families, zoals van Curler, Van Furstenburch, van Twiller en familie Van Zuylen van Nievelt.

## Geschiedenis
De bouw van de wijk begon in de jaren '50 en duurde tot ongeveer halverwege de jaren '70. Ook de Van Oldenbarneveltstraat ligt in Rensselaer, hieraan liggen de eerste flats in Nijkerk ooit gebouwd.
Centrum · Schulpkamp · Rensselaer · Paasbos · Strijland · Beulekamp · Luxool · Hazeveld · Bruins Slotlaan · Corlaer · Groot Corlaer (Boerderijakkers · De Kamers) · De Bogen · De Terrassen · Doornsteeg · Het Spaanse Leger

Bedrijventerreinen:
Arkervaart · Watergoor · Spoorkamp · De Flier